# 고이케 유리코
고이케 유리코(일본어: 小池 百合子, 1952년 7월 15일~)는 일본의 정치인으로, 7선 중의원 의원이었다. 현재 도쿄도지사를 역임하고 있다.

## 개요
참의원 의원과 제5·6·7대 환경대신, 내각부 특명담당대신(오키나와 및 북방 대책 담당)을 역임했으며, 내각총리대신 보좌관(국가안전보장문제 담당), 제2대 방위대신을 역임했다.

## 생애
고이케는 효고현 아시야시 출신이다. 1971년 9월에 간세이 가쿠인 대학 사회학부를 중퇴했다. 의류 관련 무역상을 하던 부친이 이시하라 신타로의 신당 결성 움직임에 발맞춰 중의원 선거에서 효고 2구에 입후보했지만 낙선하자, 일가가 모두 이집트로 건너간다.
카이로 아메리칸 대학교(American University of Cairo)에서 아랍어를 배우면서 카이로 대학교에 진학했다. 1976년 10월에 카이로 대학교 문학부 사회학과를 졸업했다. 이후 저널리스트로 활동하며 팔레스타인 해방기구 의장 야세르 아라파트나 리비아의 무아마르 카다피 등과의 단독 인터뷰를 성공시키는 등의 활동으로 이름을 높였다.
1992년 7월에 일본신당 비례구에서 참의원 의원에 당선되었고, 1993년 7월의 총선거에서 다시 효고 2구에서 출마해 중의원 의원으로 당선되었다. 이후 여러 정당의 분열·통합이 이루어지자 신진당으로 이동해 “신진당의 결성은 매튜 C. 페리, 더글러스 맥아더에 이은 제3의 흑선(黑船, 구로후네)이다”라고 평했지만, 이후에 자유당과 보수당을 거쳐 2002년 12월 27일에는 자유민주당으로 이동했다. 호소카와 모리히로, 오자와 이치로, 니카이 도시히로, 고이즈미 준이치로, 아베 신조 등의 권력자나 실력자가 있는 정당으로 이동해 왔다. 이 때문에 철새 정치인이라는 비판을 받기도 한다.

### 환경대신
제1차 고이즈미 내각 제2차 개조내각에서 환경대신으로 입각했다. 2003년 총선거에서는 긴키 블록에 비례대표로만 명부에 3번으로 등록되어서 당선되었다. 2003년 2월에는 미국의 이라크 전쟁을 지지하는 입장에서 「이라크 문제에 대해서 미국의 입장과 행동을 지지하는 성명」을 연명으로 신문에 발표하기도 했다. 제2차 고이즈미 내각 출범과 함께 환경상으로 유임되었고, 2005년 여름에는 가벼운 복장을 입자는 쿨 비즈 캠페인의 선도자가 되었다.
2005년 중의원 선거에서는 우정 민영화 법안에 반대한 고바야시 고키의 대항마로 도쿄 10구에서 입후보했다. 이 지역은 이전까지는 자민당의 고바야시 고키와 민주당의 사메지마 무네아키(鮫島宗明)의 대결장이었으며, 두 사람의 나이가 같고 도쿄 대학을 졸업한 전 관료 사이의 싸움이었던 점에 착안한 고이케 유리코는, 고바야시의 낙선을 노린 이른바 자객 후보로 나서면서 도쿄 10구(도시마 구)는 미디어의 주목을 받게 되었다. 또한 자민당 비례대표에서 비례 명부에 오를 수 있었지만, 당선에 대해 확신한 고이케는 선거구에서의 불리함을 피하기 위해 상위 우대를 거부하고 낮은 순위로 명부에 올랐다.
우정 민영화를 바탕으로 한 우정(郵政) 선거라는 순풍과 함께 사메지마보다 낮은 지지율을 기록한 고바야시의 자멸로 고이케는 쉽게 당선되었다. 선거 이후에는 온난화 대책이라는 명목으로 환경세라는 이름의 새로운 세제를 도입한다는 구상을 발표했지만, 반대가 많아 보류되었다.
제2차 고이즈미 내각 개조내각에서는 내각부 특명담당대신(오키나와 및 북방대책 담당)도 겸임하게 되었다. 이러한 여러 가지 요인으로 2005년에 피로로 입원하게 되면서, 2006년 4월 6일의 『슈칸신초』(週刊新潮)에서는 “나가타초(永田町)에서는 위독설이나 자살미수설이 흐르고 있다”고 보도하기도 했지만, 4월 14일에 퇴원하고 업무에 복귀했다. 고이케는 복귀 회견에서 “여성의 경우 남성의 10배 정도의 결과를 내지 않으면 인정받기 힘들기 때문에, 무심코 지나치게 열심히 했다”고 발언했다.

### 방위대신
제1차 아베 신조 내각의 발족과 함께 국가안전보장문제를 담당하는 내각총리대신 보좌관으로 취임했지만, 2007년 7월 3일에 규마 후미오 방위상이 “원폭 투하는 어쩔 수 없는 일”이라는 발언으로 방위대신 직을 사직하면서, 다음날인 4일에 그 후임으로 방위대신에 취임했다. 메이지 유신 이후 일본의 근대 군사 역사상 여성이 방위담당각료가 된 것은 처음이다.

### 도쿄도지사
2016년 7월 31일, 도쿄도지사 재보궐선거에서 여성 최초로 도쿄도지사에 당선되어 공식 취임하였다.

### 도민퍼스트회, 희망의 당 창당
2017년 6월 1일 고이케 유리코는 도쿄 도를 기반으로 하는 지역 정당인 도민퍼스트회를 창당하면서 자유민주당을 탈당하였다. 2017년 9월 25일에는 희망의 당을 창당하였다.

## 역대 선거 결과
|  | 15.1% |

|  | 38.28% |

|  | 33.81% |

|  | 34.96% |

|  | 50.05% |

|  | 43.31% |

|  | 53.70% |

|  | 50.73% |

|  | 44.49% |

|  | 59.70% |

|  | 42.77% |